# Jeremy Moore

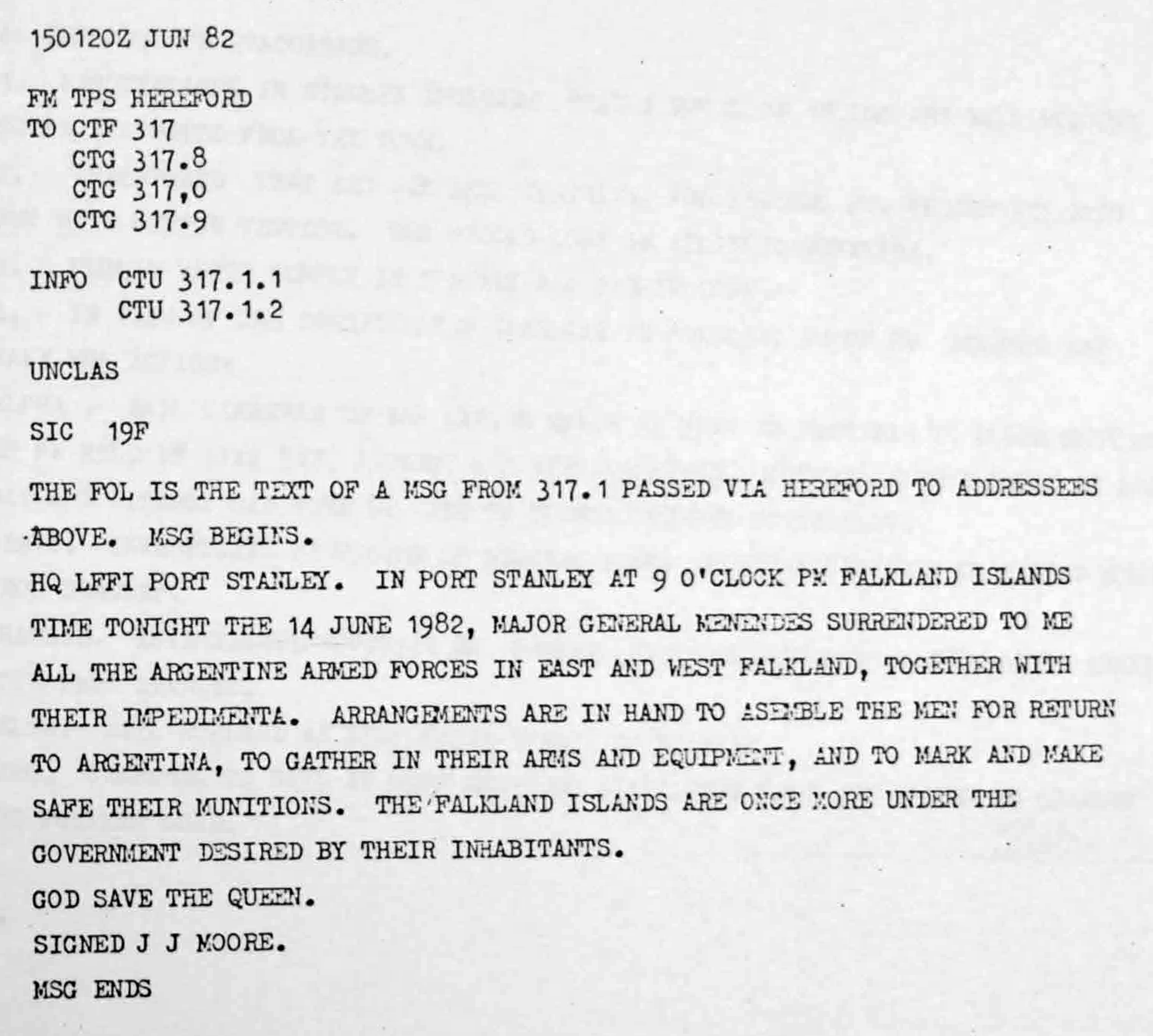
Von Moore unterzeichnetes Telegramm über die Kapitulation im Falklandkrieg

Sir John Jeremy Moore KCB, OBE, MC (* 5. Juli 1928 in Lichfield; † 15. September 2007 in London) war ein britischer Offizier. Er war als Major General 1982 Oberbefehlshaber der britischen Landstreitkräfte im Falklandkrieg und nahm die Kapitulation der argentinischen Streitkräfte nach dem britischen Sieg entgegen.

## Militärische Karriere
Moore stammt aus einer Familie von Militärs. Sein Vater, Lieutenant Colonel Charles Moore, und sein Großvater väterlicherseits gehörten dem York and Lancaster Regiment als Privates an. Beide waren Träger des Military Cross. Sein Großvater mütterlicherseits nahm an der Schlacht von Tel-el-Kebir 1880 teil und kommandierte später die 4th Queen’s Own Hussars.

## Ausbildung
Moore wurde an der Brambletye School in East Grinstead und dem Cheltenham College ausgebildet. Danach bewarb er sich bei der Fleet Air Arm und trat 1947 den Royal Marines bei, mit denen er an Kämpfen im malaiischen Dschungel teilnahm und dort wegen Tapferkeit mit dem  Military Cross ausgezeichnet wurde.
Zwischen 1963 und 1964 wurde er am Australian Army Staff College weiter ausgebildet und diente danach in der 17th Gurkha Division in Borneo 1965.

## Karriere
Moore diente 1954 in Deal, Kent, war von 1957 bis 1959 Ausbilder und diente danach in Zypern und als Ausbilder an der Royal Military Academy Sandhurst bis 1962. Danach nahm er seinen Dienst in Brunei beim 42. Commando der Royal Marines auf. Dort nahm er 1962 an Kämpfen gegen Rebellen teil und befreite britische und australische Geiseln. Für diese Leistungen erhielt er eine Spange zum Military Cross.
Von 1966 bis 1968 diente er als Assistant Secretary des Chiefs of Staff Committees. Von 1968 bis 1969 war er auf der HMS Bulwark als Offizier für amphibische Operationen.
Im Anschluss diente er in Nordirland und nahm dort an Aktionen gegen die IRA teil. 1973 wurde er zum Officer of the Order of the British Empire ernannt.
Moore studierte 1976 am Royal College of Defence Studies. 1979 wurde er zum Major General und zum Kommandeur der Royal Marine Kommandos ernannt.
1982 folgte die Ernennung zum Kommandeur der britischen Streitkräfte, die die Falklandinseln von Argentinien zurückerobern sollten. Nach operativen Besprechungen im Hauptquartier der britischen Streitkräfte in Northwood flog er zum Kriegsschauplatz. Dort führte er den Plan aus, die britischen Truppen nicht in Port Stanley anzulanden, sondern an der Westküste von Ostfalkland, um sich dann über die Insel in Richtung Port Stanley zu kämpfen. Am 14. Juni 1982 konnte er die Kapitulation von General de Brigada Mario Menéndez in Port Stanley entgegennehmen und wurde dafür 1982 zum Knight Commander of the Order of the Bath ernannt. 1983 verließ Moore nach 36 Dienstjahren die Marines und ging in den Ruhestand.

## Familie
Er heiratete 1966 seine Frau Veryan, die ihn überlebte und mit der er zwei Töchter und einen Sohn hat.